# Tessa B. Dick
Leslie Tessa Busby, más conocida como Tessa B. Dick, es una escritora estadounidense, exesposa del escritor Philip K. Dick.

## Trayectoria
Fue profesora de inglés durante doce años y publicó cuentos, poemas y libros desde 1969. Comenzó su carrera profesional como redactora de artículos periodísticos.
Es conocida por ser la quinta y última esposa de Philip K. Dick, con el que se casó el 18 de abril de 1973 y tuvo un hijo.
Su matrimonio coincidió con la etapa más perturbada del novelista, lo que marcó la vida y la etapa literaria de Tessa posterior al mismo, siendo Philip K. Dick la fuente de inspiración de su producción literaria.
Tessa también apareció en tres documentales de 1994, 2008 y 2016, dos de ellos sobre Philip K. Dick. Según sus propias palabras, ayudó en todo el proceso de creación de la novela Una mirada a la oscuridad (A Scanner Darkly).

## Obra
Sus obras más conocidas son las relacionados con los últimos 10 años de la vida de Philip K. Dick. Se destacan: 
- Recordando a Philip K. Dick: Firebright (Philip K. Dick: Remembering Firebright, 2009),
- Conversaciones con Philip K. Dick (Conversations with Philip K. Dick, 2017)
- Creador de Blade Runner Philip K. Dick (Blade Runner Creator Philip K. Dick, 2018).[2]
- Además de la novela de ficción Fallen Angels (2013).